# 窯

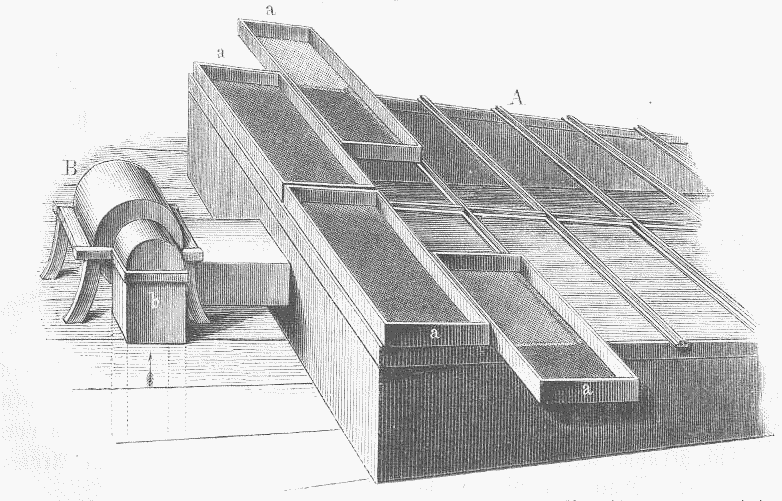
ホップ窯

窖窯の断面図

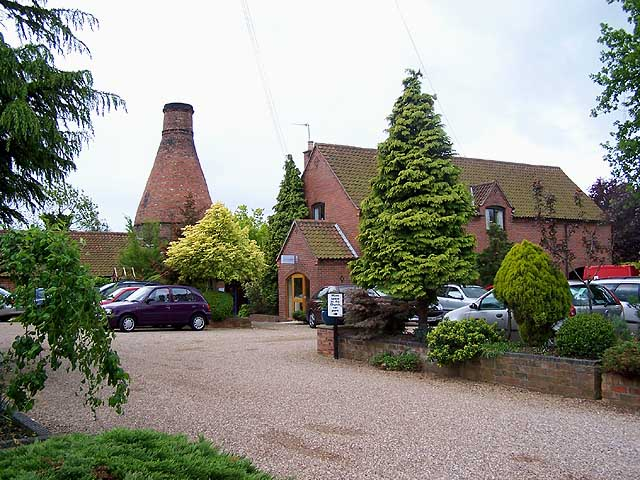
ボトルキルン

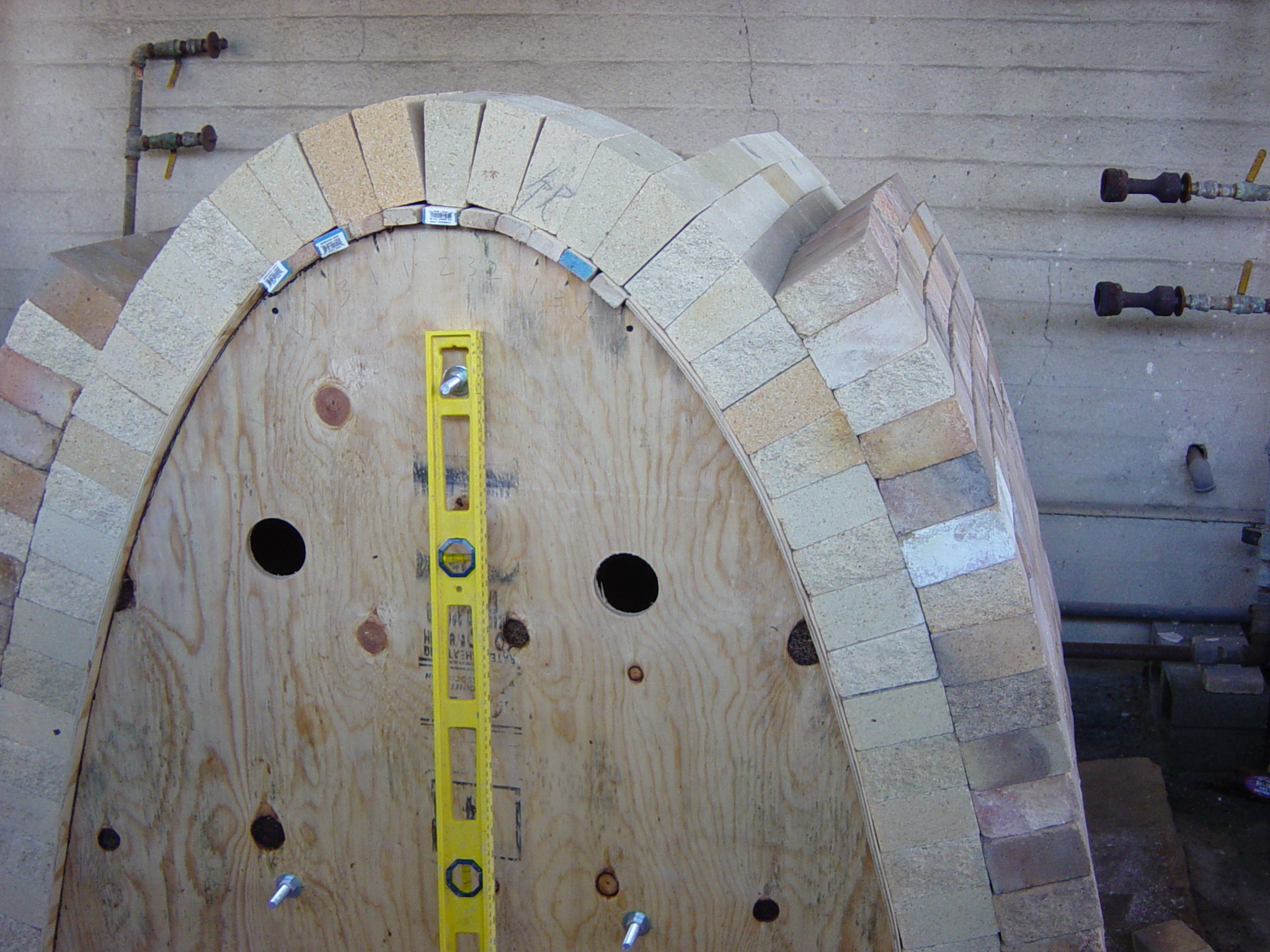
建設中のカテナリーアーチキルン

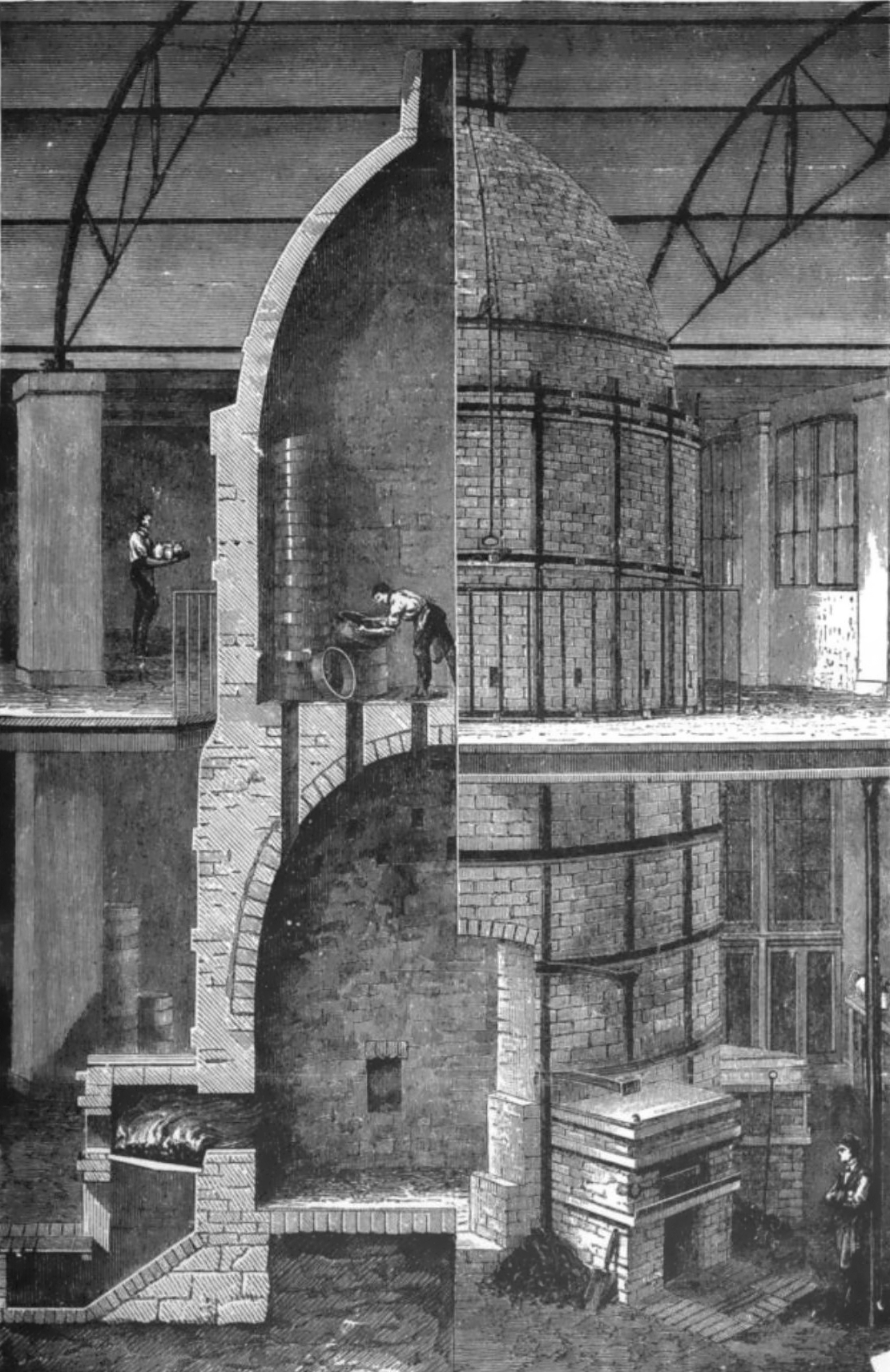
2階建ての磁器用の窯。（フランス セーヴル、1880年ごろ）

窯（かま）は、なんらかの素材を加熱して硬化したり、焼成したり、乾燥させたりする目的のほか、外気環境から熱的に絶縁された空間を確保する目的で造られる構築物もしくは工作物。

## 概説
窯（窯炉）は燃料の燃焼や電熱などを用いて加熱作業を行うための装置で、英語のキルン (kiln) などに相当する装置である。陶芸窯、炭焼窯、ピザ窯など。
窯（かま）の音は炊事に用いる竈（かまど）に由来する。古くは炭竈や瓦竈、さらに陶芸でも「竈」の字が通用し俗に「釜」の字があてられることもあった。
なお「窯」という漢字は音を表す「羔」と意味を示す「穴」からなる形声文字である。羊の肉を穴に入れて焼いている様子を表した象形文字という説があるが、根拠のない憶測に基づく誤った分析である。
窯は焼成する製品や生産量、燃料の種類などによって形式や容量の異なるものが数多く存在する。温度計測装置と熱源制御装置を併設したものでは窯内部温度を一定に保持したり、予め設定したプログラム通りに温度を自動に変化させたりすることができる。
主な用途としては下記のものがあげられる。
- 生木を強制乾燥させ、短期間で木材として使えるようにする。
- 木材を乾燥させ、薪として使えるようにする。
- 木材を熱分解点まで加熱し、炭を作る（炭焼窯）。
- ガラスを焼きなまし、溶融させ、変形させる。または金属酸化物を溶融させてガラス表面に着色する。
- タバコの葉を乾燥させる。
- 粘土などを焼いてセラミックスにする（焼成炉、陶芸窯、陶磁器焼成窯など）。
- 麦芽を乾燥焙煎し、醸造の原料にする。
- ホップを乾燥焙煎し、醸造の原料にする（ホップ窯をオースト・ハウスとも呼ぶ）。
- パンやピザなど、食品を加熱調理する（オーブン、ロースターの類）。
- 肉や魚などを燻煙して、保存性を高める加工をする（燻製窯、焼又窯の類）。
- 鉱石を溶練（精錬の一種）し、金属を取り出す（溶練炉）。
- 石灰石を焼いて生石灰を作る（石灰窯）。
- 石灰石と粘土を加熱し、セメントを作る（ロータリーキルン）。

なお、素材を加熱加工するものではないが、火葬炉を慣習的に「窯」と称呼している地域もある。

## 分類

### 焼成作業による分類
窯は焼成作業によって不連続窯、半連続窯、連続窯に分類される。
不連続窯
不連続窯（Periodic kiln または Uncontinous kiln）は、窯を焚く作業を周期的に行う形式の窯である。最も古く、小規模生産に適し、平窯、竪窯、角窯、丸窯、マッフル窯などの形状がある。
半連続窯
半連続窯（Semi continous kiln）は、不連続窯と連続窯の中間的な窯で、歴史的には連続窯が出現する過渡期に現れた形式の窯である。登り窯や煉瓦製造用の鉄砲窯が半連続窯である。
連続窯
連続窯（Continous kiln）は、窯を焚く作業を連続的に行う形式の窯である。トンネル窯、ホフマン輪窯、連続室窯などがある。
食器やタイルの生産でよく使われる窯として「ローラーハースキルン (Roller-hearth Kiln)」がある。製品を台板に載せ、それをローラーで窯に送り込む方式である。

### 使用燃料による分類
窯は使用燃料によって薪材窯（Wood fired kiln）、石炭窯（Coal fired. kiln）、ガス窯（Gas fixed kiln）、重油窯（Heavy-oil fired kiln）、電気窯（Electric furmace）などに分類される。
工業化の進展に伴い、窯は電気や天然ガス、プロパンといった効率のよい燃料を使うようになった。陶磁器の工業生産では窯の燃料として天然ガスなどを使うことが多い。
現代の窯はコンピュータ制御が可能で、焼成の精密な制御が可能である。その場合、温度の上がる勾配、一定温度を保つ期間、温度を下げる勾配を設定でき、途中で変更も可能である。電気窯やガス窯は小規模な工業生産や芸術としての陶芸にもよく使われている。
電気窯は20世紀に開発された電気を使った窯である。学校や趣味の陶芸など、小規模な陶芸に主に使われる。一般に内部の酸素を燃焼に使わないので、酸素濃度が高いまま高温になる。しかし、適当なガスを入れることで酸素濃度を減らすこともできる。
ガスや電気を主な熱源としつつ、マイクロ波のエネルギーを併用して素早く必要な高温にするマイクロ波併用窯もある。

### 火炎の方向による分類
窯内の火炎の方向によって横炎式窯（Horizontal draft kiln）、昇炎式窯（Up draft kiln）、倒炎式窯（Down draft kiln）があるが、複数の方式を組み合わせた窯もある。

### 火炎の接触による分類
焼成品への火炎の接触の有無によって直接炎式窯（Direot firing kiln）、セミマッフル窯（Semi muffle kiln）、マッフル窯（Muffle kiln）に分類される。

### 形状による分類
窯は形状によって丸窯（Round kiln）、角窯（Rectanguler kiln）、竪窯（Shaft kiln）、横窯（Horizontal kiln）、トンネル窯（Tunmel kiln）、輪窯（Ring kiln）などに分類される。
また、次のような特徴的な形状の窯もある。
- ボトルキルン - 不連続窯の一種で、通常石炭を燃料とし、かつてヨーロッパで陶芸に使われていた。レンガ積みで壜のような円錐形の形で、頂上に煙突の口がある。
- カテナリーアーチキルン - 塩釉を使った陶芸用の窯で、外形がカテナリーアーチになっていて、加熱と冷却の繰り返しに強い。
- トップハットキルン - 不連続窯の一種で陶芸にも時折使われる。耐火性の炉床または台座に焼成物を置き、箱型または釣鐘型の炉体を下げて室内を狭めて焼成する。

## 陶磁器と窯
窯は全ての陶芸の基本的部分である。陶芸は本質的に熱を加える必要があり、粘土の焼成に高温を必要とすることが多い。陶磁器の場合、粘土を形成し、乾燥させ、窯に入れて焼く。
その過程で化学反応と物理反応が起き、材料の性質を恒久的に変化させる。完成品の出来は、粘土の組成や練り方、窯で焼いた際の温度、使用した釉薬に左右される。
粘土はきめ細かい粒子で構成されており、多孔質で相対的に弱い。粘土に他の鉱質を混合することで強くすることができる。窯で焼くと焼結と呼ばれる現象が起きる。

### 歴史

#### 起源
土器焼成用の窯は陶磁器が最も古く出現した古代エジプトでは地上に造られた円筒状の窯で焼かれていた。これがギリシャ、ローマ、ペルシャに伝わるうちに大型化し、徳利のような様式の徳利窯（Bottle kiln）に発達した。アッシリアでは紀元前6世紀頃には地中に穴を掘った穴窯が出現している。

#### 窖窯
アッシリアの穴窯は近東諸国やヨーロッパ、アジアに伝わった。アジアで使われた窖窯（あながま）は、5世紀ごろ朝鮮を経由して中国から日本にもたらされた。
日本国内では、当初、須恵器を焼成する窯として使われ、15世紀末に窖窯を発展させた大窯が出現するまで陶器を焼く窯として用いられた。内部は800℃～1000℃に達する。
通常1つの長い燃焼室からなり、一方の面に小さな色見穴を開け、一端が火室、もう一端が煙道になっている。焼成時間は1日から数週間まで様々である。
地中の穴を窯にする方式は、焼成中に地中の水分を吸収して窯の温度上昇が阻まれるため廃れ、窯は地上に作られるようになった。

#### 中世
中世には釉薬が発明され品質も緻密になり高温焼成が必要になったため窯も改良された。燃料を燃焼させる焼室と製品を置く焼成室が分離し、通風を良くするため窯に煙突が付けられるようになった。

#### 近代
18世紀以降はヨーロッパで陶磁器が発達し、その種類が増えたのに伴って窯の容量も大きくなり燃料も石炭やガスが使われるようになった。

### 代表的な窯の形式

#### 連房式登窯
連房式登窯は、通常斜面に複数の焼成室を連続させて造られる窯であり、狭義の「登り窯」として一般に知られる窯である。燃料の薪は一番下段の焼成室に積まれて燃やされ、焼成室の下方にある複数の通気孔（日本の窯業用語で「サマ」と呼ばれる）から熱が順次上の焼成室に送られる。
高温で、多量かつ均質に製品を焼成することを可能にしている。江戸時代からの伝統的な日本国内の磁器窯は、すべてこの形であり、1300℃～1500℃程度まで内部の温度が上がるようになっている。

#### セーヴル窯
フランスのセーヴルで発明された窯で、1280℃という高温に達するため、完全防水で光沢のある陶磁器ができる。吹き下ろし型設計で、薪を燃料とした場合でも短時間に高温に達することが可能である。

### 窯跡

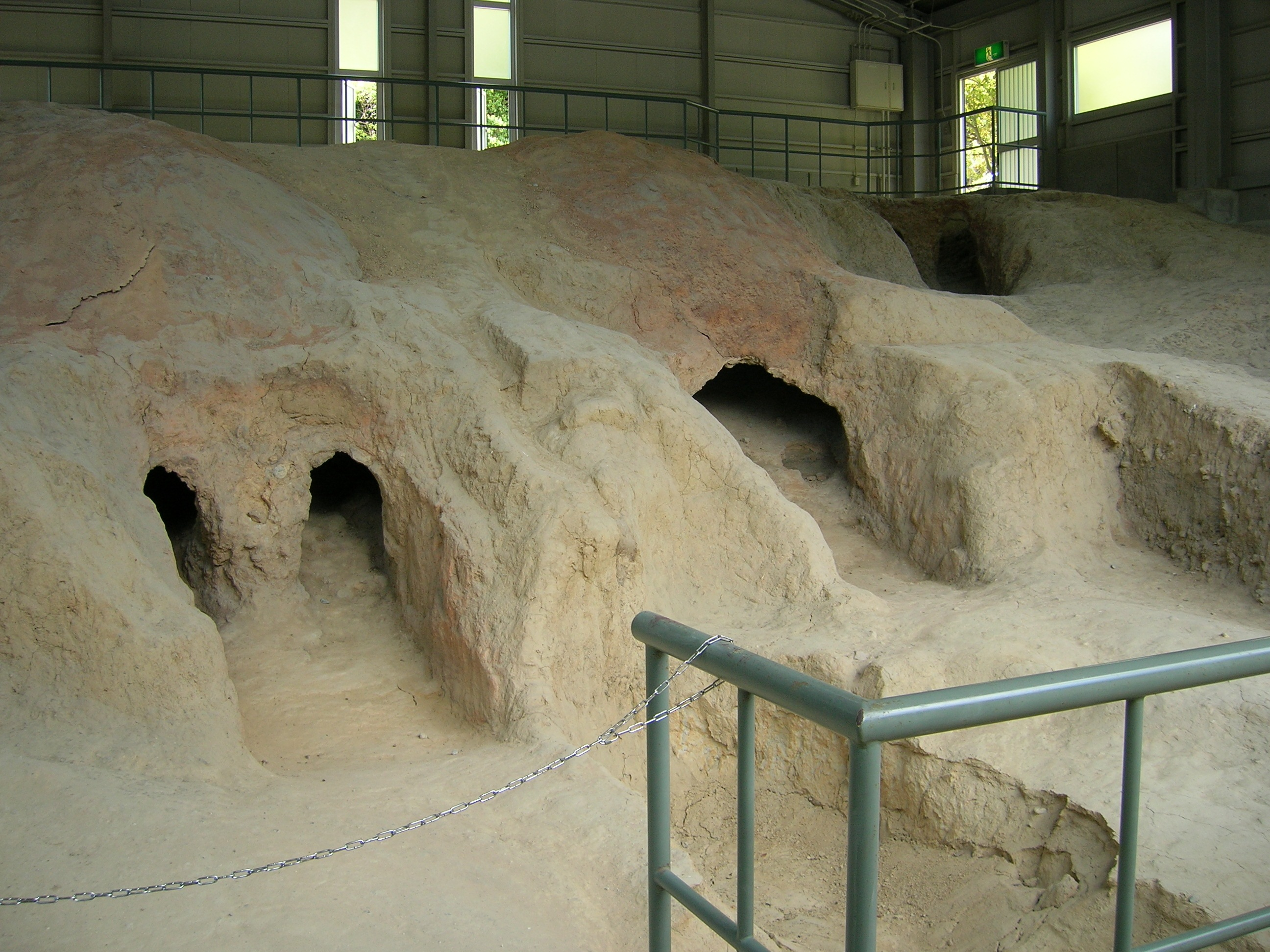
窯跡の例（愛知県瀬戸市・南山古窯跡群）

過去の古い時期に構築された窯が、操業を終え、遺棄されたものを窯跡と呼ぶ。窯跡は考古学でいう遺跡（遺構）の一種であり、発掘調査を行って窯体構造や陶磁器片を分析することにより、窯業史・陶磁史をはじめとする歴史研究に役立てることができるため、重要な考古資料となっている。

## 参考画像

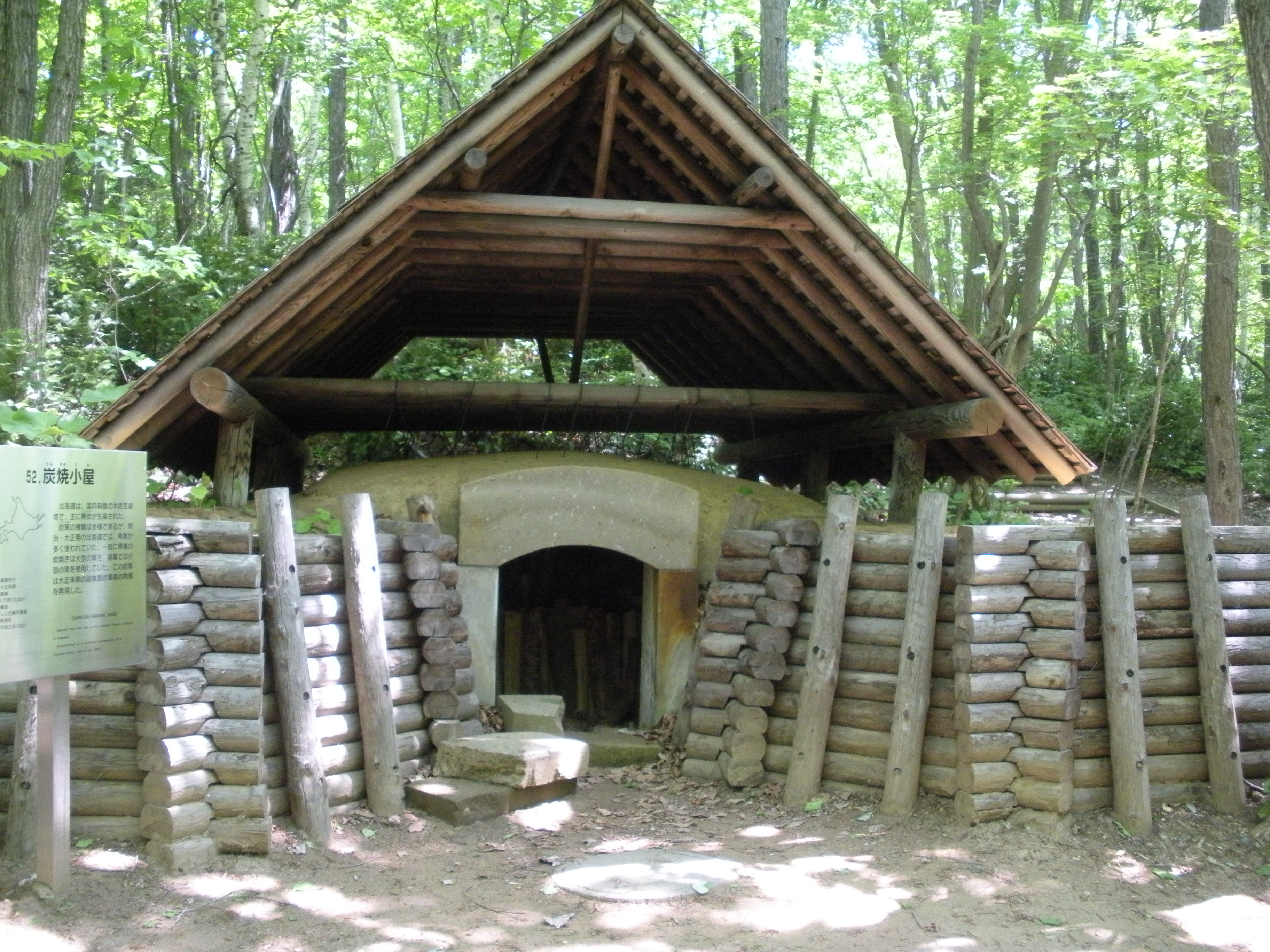
炭焼き窯 北海道札幌市厚別区「北海道開拓の村」に復元されたもの
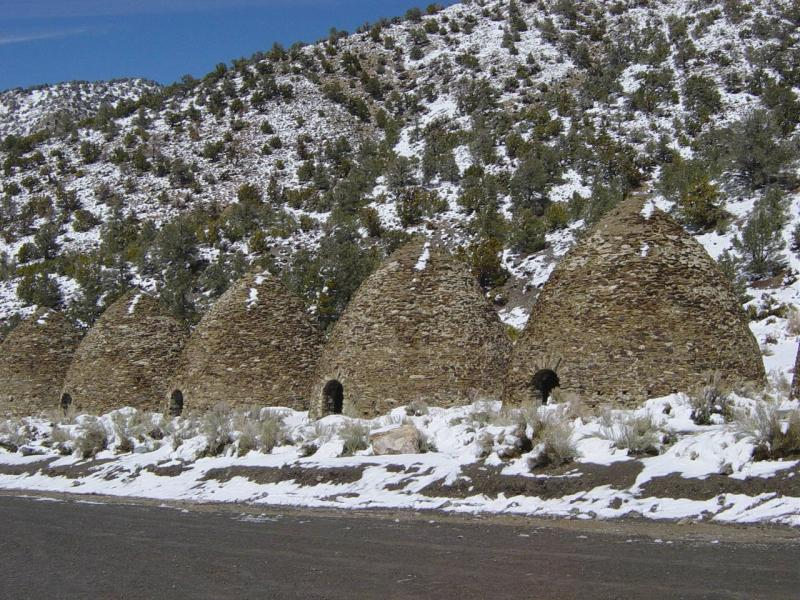
炭焼き窯（カリフォルニア）
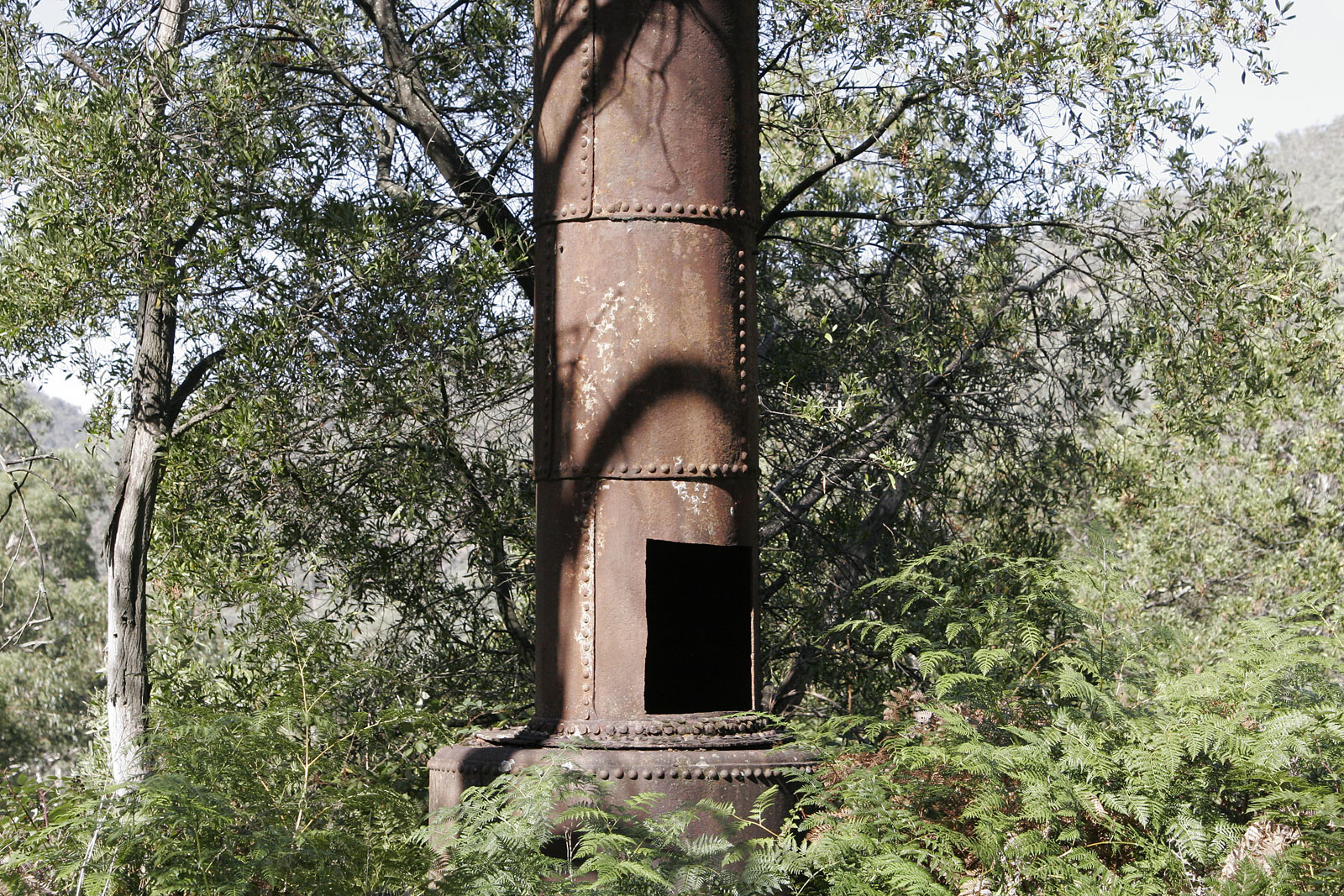
金鉱の窯（オーストラリア ビクトリア州）
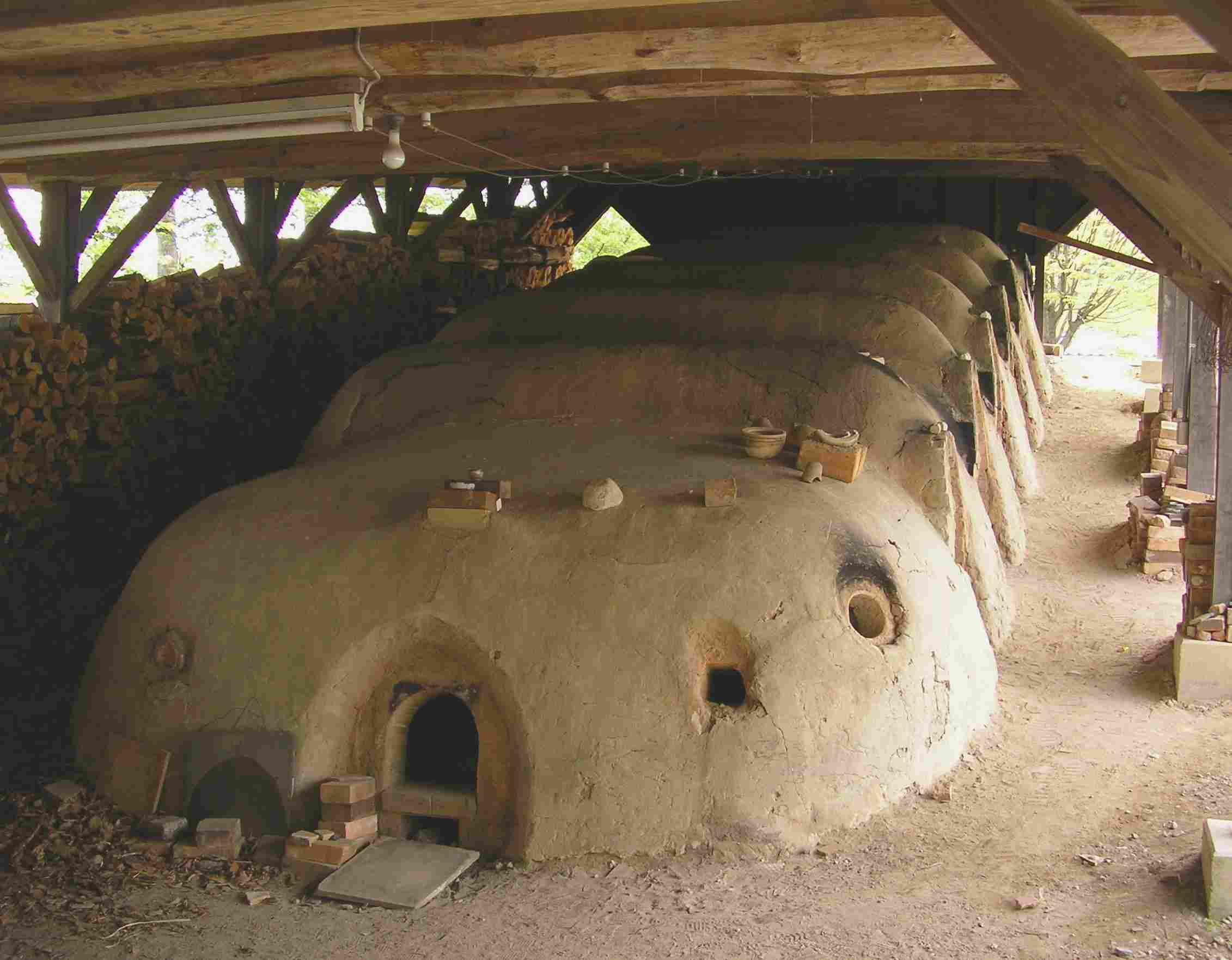
登り窯（栃木県益子）
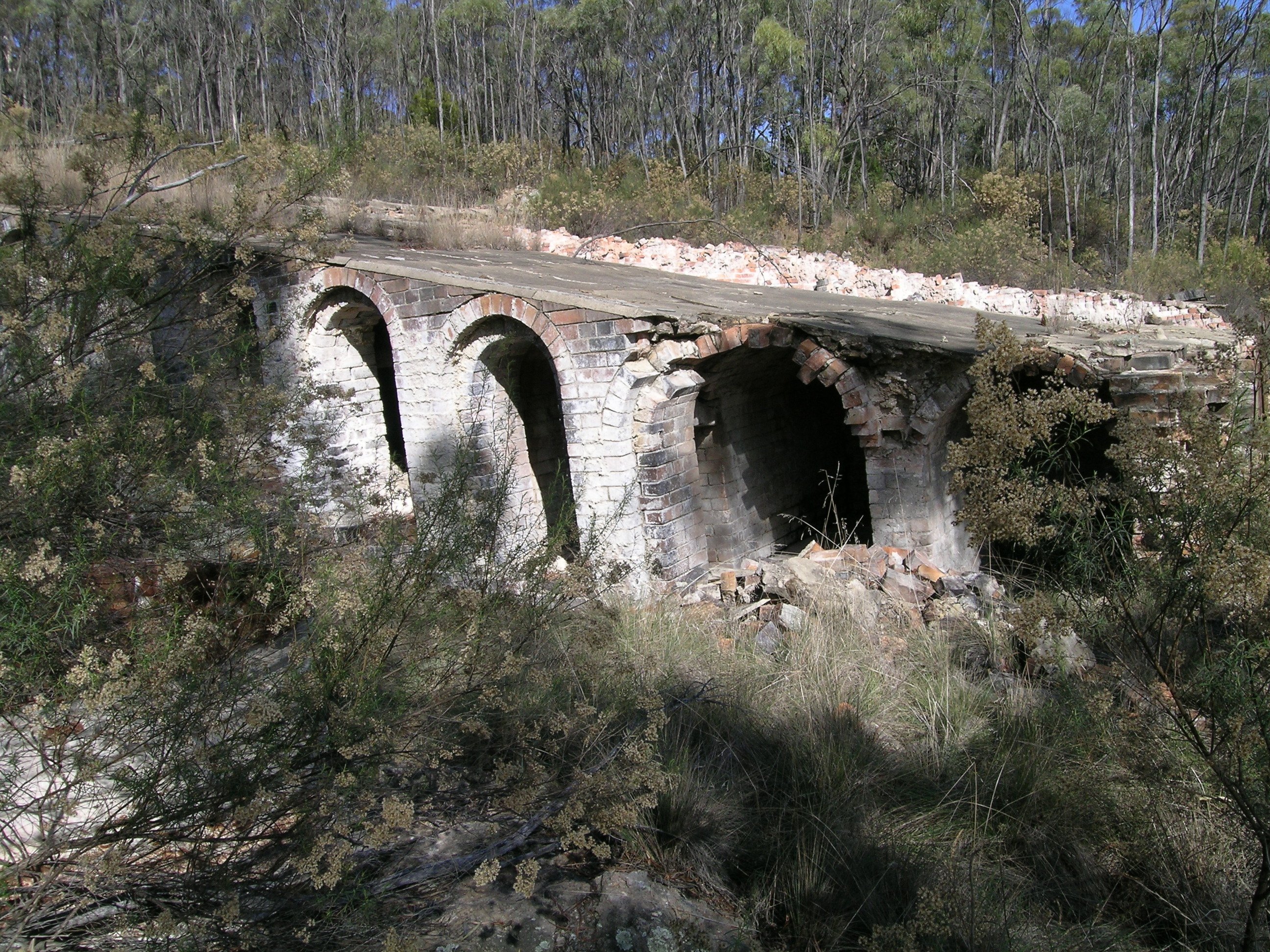
亜ヒ酸製造のための焼き取り窯（オーストラリア ニューサウスウェールズ州）。